# Khanato dell'Orda Blu

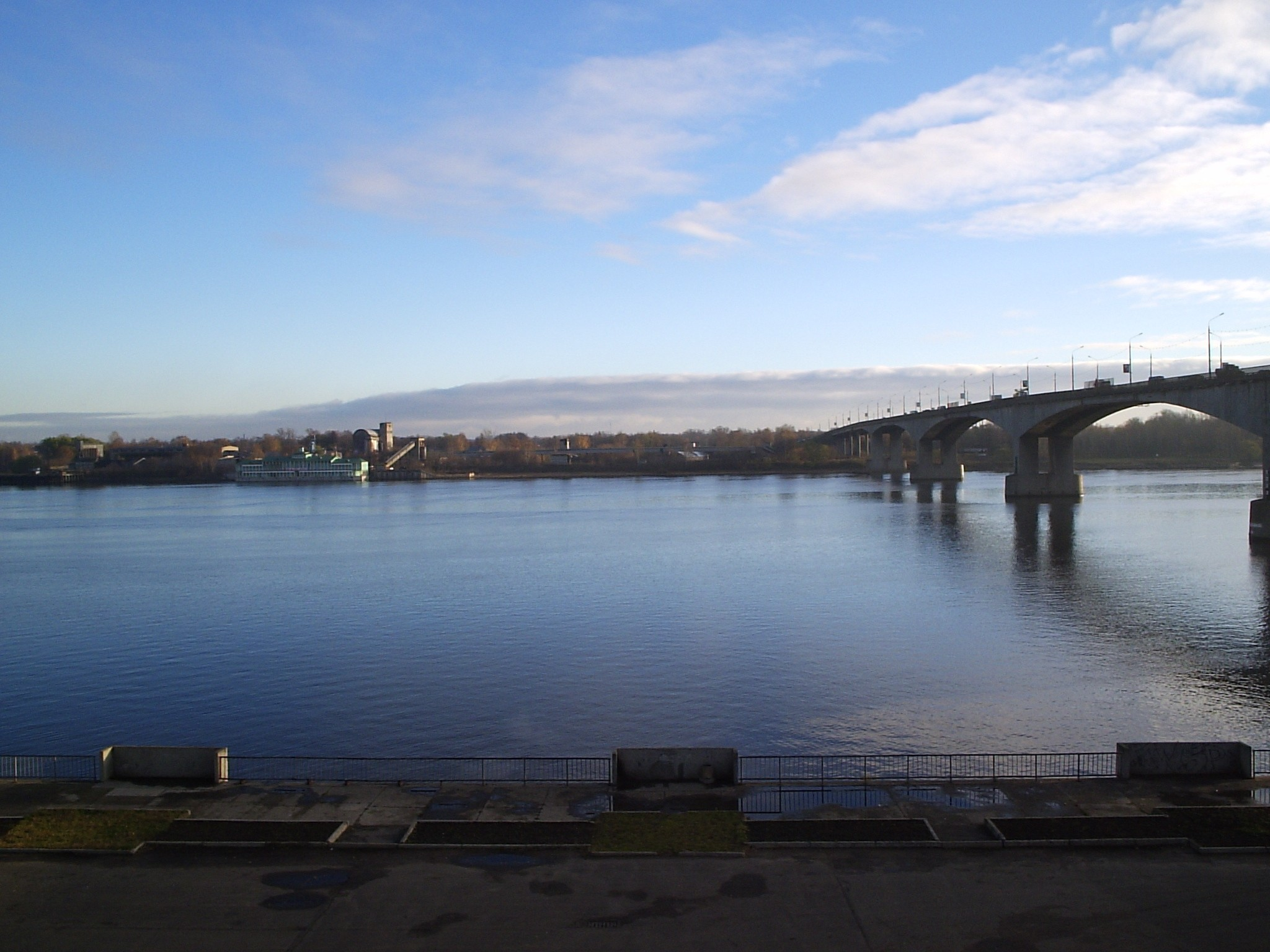
Il Volga luogo d'inizio dell'espansione dell'Orda Blu, nella foto il corso del Volga nei pressi di Jaroslav.

Il Khanato dell'Orda Blu (kazako: Көк Орда, pron. Kök Orda, tataro: Күк Урда, turco: Gök Ordu), è stato uno dei khanati fondato attorno al 1227, dopo la morte di Gengis Khan, e dopo la successiva divisione dell'Impero mongolo. È stata la parte occidentale del Khanato dell'Orda d'Oro, quella orientale era chiamata Orda Bianca.

## Storia

### Fondazione
Fondata da Batu Khan attorno al 1227, l'Orda copriva la parte occidentale del territorio governato da Djuci. Era stanziata inizialmente sul basso Volga ed aveva come capitale Saraj; le scorrerie dell'Orda miravano prevalentemente verso la Russia e l'Europa finché fu spostato il loro insediamento ad ovest, nei Carpazi (odierna Ungheria e Romania).
In modo omologo, le parti orientali delle terre dell'Impero vennero amministrate dalle forze militari del fratello di Batu, l'Orda Bianca.
Batu affermò il suo controllo sui Principati russi: dopo il saccheggio della città di Vladimir e Kiev nel 1238 e nel 1240, li costrinse a pagare un tributo annuale e ad accettare la sua carica di principe.

### Età d'Oro
Il Khanato si estendeva dal fiume Ural alle foce del Danubio e dei Carpazi. Richiedeva tributi dalla maggior parte dei principati russi e conduceva incursioni fino ad ovest come in Polonia e in Iran a sud e in Bulgaria.
Iniziando con la conversione all'Islam di Berke, l'Orda Blu fece una tradizionale alleanza con i Mamelucchi d'Egitto contro il loro comune rivale, l'Ilkhanato. L'Orda aveva raggruppato un gran numero di eterogenee razze e tribu'  centro-asiatiche e l'identità etnica era ormai in maggioranza riferita a popoli altaici in genere e non più esclusiva a genti Mongole.
Dal 1280 fino al 1299 l'Orda Blu è stata effettivamente sotto il controllo di due khan, il legittimo Khan e il Nogai Khan, un potente condottiero Mongolo di nobile stirpe che ottenne di stipulare un trattato con l'Impero bizantino e si spinse fino ai paesi confinanti con l'Orda Blu, in particolare nei Balcani. Nogai concluse il suo controllo solo quando fu sconfitto da Tokta; l'Orda Blu raggiunse l'apice del suo potere e della sua prosperità durante il regno di Uz Bek e di suo figlio Ganī Bek attorno al XIV secolo.

### Caduta
L'Orda Blu rimase attestata nei suoi territori dal 1240 circa fino al 1350. Problemi nella parte occidentale del khanato portarono perdite come la Valacchia, Dobrugia, la Moldavia e l'Ucraina occidentale e il Principato vassallo ad ovest di Kiev, perdendo la Lituania e la Polonia. La morte di Gani Bek portò nel khanato scontenti ed aprì una guerra civile con i khan locali frammentati e senza una guida comune. Per peggiorare le cose anche Mamai con l'Orda Blu inseguì mire secessioniste. Proprio in questo periodo il principato di Mosca cadde in mani Mongole (almeno fino agli inizi del Quattrocento). L'Orda sopravvisse fino a Toktamish che rimosse i concorrenti khan e unì ciò che rimaneva dell'Orda Blu con l'Orda Bianca, ricostituendo l'Orda d'Oro nel 1380. L'Orda Blu venne assimilata nell'Orda d'Oro e ne seguì le sorti.

## Lista Khan dell'Orda Blu
- Batu Khan fondazione dell'Orda Blu dalla divisione dei poteri nell'Impero Mongolo
- Sartak Khan
- Berke Khan
- Ulakci Khan
- Nogai Khan
- Tokta Khan
- Uz Bek Khan, inizio del periodo di massimo splendore
- Ganī Bek Khan
- Birdi Bek Khan, fine del periodo di massimo splendore
- Mamai Khan, crisi secessionista
- Uros Khan, periodo di anarchia
- Toktamish Khan, riunificazione permanente dell'Orda Blu con l'Orda d'Oro